# Krescencie
Krescencie je v Česku již neexistující ženské křestní jméno latinského původu. Znamená rostoucí, vzrůstající. Svatá Krescencie byla římská světice z přelomu 3. a 4. století, která byla chůvou svatého Víta.
Jméno Krescencie v Česku nikdy nebylo oblíbené, jeho výskyt i v minulosti byl velmi sporadický. V současnosti žádná nositelka tohoto jména v Česku nežije.
Mužská podoba tohoto jména je Krescenc, významnými nositeli jsou například český malíř Emanuel Krescenc Liška či italský biskup Crescenzio Sepe.

## Známé osobnosti
- Crescentia Dünßerová – německá režisérka a herečka
- Krescencie Zmrzlíková ze Svojšína – česká šlechtična
- Marie Krescencie Hössová – německá světice
- Marie Krescencie ze Seilernu – rakousko-uherská šlechtična